# كريستابيل بينكورست
كريستابيل هيرييت بينكورست (بالإنجليزية:Christabel Harriette Pankhurst) حاصلة على رتبة الإمبراطورية البريطانية (من مواليد 22 سبتمبر/ أيلول من عام 1880 وتوفّيت في 13 فبراير/ شباط من عام 1958) هي ناشطة في مجال إعطاء المرأة لحقّها في التصويت، بريطانيّة الجنسيّة، ولدت في مدينة مانشستر في إنكلترا. بينكوريست هي مؤسِّسة مشاركة للاتّحاد الاجتماعي والسياسيّ للمرأة (WSPU)، وأدارت الأعمال النضاليّة فيها بين عامي 1912 و1913. دعمت في عام 1914 الحرب على ألمانيا، وانتقلت بعد انتهاء الحرب إلى الولايات المتحدة الأمريكية، وعملت هناك كمُبشّرة للمجيء الثاني للمسيح.

## الحياة المبكّرة
كانت كريستابيل ابنة قائدة حركة المطالبة بحقّ المرأة بالتصويت إيميلين بينكورست وابنة الراديكاليّ الاشتراكي ريتشارد بينكورست، وأخت كلّ من سييلفيا وأديلا بينكورست. كان والدها محاميّاً، أمّا والدتها فقد كانت تملك متجراً صغيراً. ساعدت كريسابيل والدتها التي كانت تعمل كأمينة لسجلّ الولادات والوفيّات في مانشستر. كان شعور الراحة والتفاؤل ملازماً لأفراد العائلة بالرغم من الصعوبات الاقتصاديّة التي كانوا يعانون منها، وذلك نتيجة لاعتقادهم الراسخ بالتفاني في القضايا التي يؤمنون بها بدلاً من السعي وراء الرفاهيّة.
كتبت نانسي إيلين روبريكت: «كانت إلى حدّ ما تجسيداً لكتاب حول الطفل الأوّل المولود لعائلة من الطبقة المتوسّطة. كانت في طفولتها كما في سنّ الرشد جميلة، وذكيّة، ورشيقة، وواثقة، وفاتنة، وذات شخصيّة جذّابة». كانت علاقة كريستابيل بأبيها وأمّها علاقة طيّبة ومميّزة، وهما اللذان أسمياها تيمّنا بقصيدة «كريستابيل» التي كتبها صموئيل تايلور كوليريدج (السيّدة المحبوبة كريستابيل التي يحبّها والدها كثيراً). كان لوفاة والدة بينكورست في عام 1928 أثراً مدمّراً على حياتها.

## التعليم
تعلّمت كريستابيل بينكورست القراءة في منزلها بمفردها، قبل أن ترتاد ثانويّة مانشستر للبنات مع إخوتيها الاثنتين. حصلت بينكورست على شهادة في القانون من جامعة مانشستر، وحصلت على درجة شرف في الامتحان الخاصّ بنيل درجة البكالوريوس في الحقوق، ولكنّها مُنعت من ممارسة مهنة المحاماة لكونها امرأة. انتقلت بينكورست فيما بعد إلى جنيف لتعيش مع صديق للعائلة، ولكنّها عادت إلى بلدها لمساعدة والدتها في تربية بقيّة الأبناء بعد وفاة والدها في عام 1898.

## النشاط

### حقّ الاقتراع
قاطعت بينكورست في عام 1905 اجتماعاً للحزب الليبرالي في المملكة المتّحدة بهتافات مطالبة بحقّ المرأة في التصويت، واعتقلت على أثر هذه الحادثة مع زميلتها في المطالبة بحقّ المرأة في التصويت آني كينيه، وأرسلتا إلى السجن عوضاً عن تغريمها بدفع غرامة ماليّة كعقوبة على اندفاعهما. حصلت قضيّتيهما على اهتمام كبير من قبل وسائل الإعلام وازدادت نتيجة لهذه المحاكمة أعداد المنتسبات إلى الاتّحاد الاجتماعيّ والسياسيّ للمرأة بشكل كبير.
ازداد العمل النضاليّ لإيميلين بينكورست في الدفاع عن قضيّة حقّ المرأة بالتصويت بعد اعتقال ابنتها، واعتقلت هي أيضاً فيما بعد في العديد من المناسبات، بسبب قناعاتها.
انتقلت كريستابيل بينكورست بعد حصولها على درجة البكالوريوس في الحقوق في عام 1906، إلى مقرّ الاتّحاد الاجتماعي والسياسيّ للمرأة في لندن حيث عُيّنت كأمينة سر تنظيميّة فيه. اعتُقلت مرّة أخرى من ميدان البرلمان في عام 1907 بعد أن أطلق عليها لقب «ملكة العصابة»، واعتُقلت أيضاً في عام 1909 بعد «قضيّة الاندفاع Rush Trial» في محكمة الصلح بشارع بو. عاشت بينكورست بين عامي 1913 و1914 في العاصمة الفرنسيّة باريس هرباً من السجن بموجب أحكام قانون السجناء المعتلّين صحّيّاً بشكل مؤقّت –والمعروف باسم قانون القط والفأر– ولكنّها استمرّت في القيادة التحريرية في حركة المطالبة بحقّ المرأة بالتصويت من خلال زوّارها كآني كيني وإيدا وايلي اللتان عبرتا بحر المانش للحصول على نصيحتها. أرغمت الحربُ العالميّة الأولى كريستابيل بينكورست على العودة إلى إنكلترا في عام 1914، حيث اعتقلت مرّة أخرى. قضت بينكورست في السجن ثلاثين يوماً فقط بعد أن حوكمت بقضاء ثلاث سنوات داخل الزنزانة، وذلك بعد أن أعلنت إضرابها عن الطعام. كانت بينكورست مؤثّرة في مرحلة «معاداة الذكورية» في الاتّحاد الاجتماعيّ والسياسيّ للمرآة وذلك بعد فشل مشروع قانون الصلح. كتبت كتاباً أسمته «البلاء العظيم وكيفيّة وضع حدّ له»، تتحدّث فيه عن الأمراض المنقولة جنسيّاً وكيف أنّ للمساواة بين الجنسين (إعطاء حقّ التصويت للمرأة) دور في مكافحة هذه الأمراض.
لم تكن بينكورست على وفاق مع شقيقتها، فقد خالفت سلفيا تحويل الاتّحاد الاجتماعيّ والسياسيّ للمرآة إلى اتّحاد خاصّ بالنساء من الطبقتين العليا والوسطى، واستخدام أساليب التمرّد، في الوقت التي اعتقدت فيع كريستابيل أنّ ذلك كان أساسيّاً في الاتّحاد. كانت كريستابيل تشعر أنّ قضيّة حقّ المرأة في التصويت هي إحدى القضايا التي لا يمكن أن ترتبط مع أيّ قضيّة تهدف إلى مساعدة الطبقة العاملة من النساء في حلّ مشاكلهنّ الأخرى، فقد اعتبرت كريستابيل أنّه من الممكن لذلك أن يبطّئ من التقدّم الذي تحرزه حركة المطالبة بحقّ المرأة في التصويت، وكانت مقتنعة بأنّ حصول المرآة على هذا الحقّ سيجعل من حلّ كلّ القضايا الباقية أسهل بكثير.

### الريش الأبيض
ظهرت كريستابيل بينكورست مرّة أخرى في 8 سبتمبر/ أيلول من عام 1914 في دار الأوبرا الملكيّة في لندن بعد فترةٍ طويلة من النفي لتلقي تصريحاً حول «الخطر الألماني»، وهي حملة أطلقتها الأمين العامّ السابق للاتّحاد السياسيّ والاجتماعي للمرأة «نورا دارسي فوكس» بالتعاون مع الاتّحاد الإمبراطوريّ البريطانيّ والحزب الوطنيّ. قامت كريستابيل بينكورست بجولةٍ في أنحاء البلاد برفقة نورا دارسي فوكس التي أصبحت تُعرف فيما بعد باسم «نورا إلام» وذلك بهدف إلقاء خطابات دَعَويّة. قدّم مساعدوها ريشة بيضاء لكلّ شابٍّ قابلوه يرتدي زيّاً مدنيّاً. ظهرت حركة المطالبة بإعطاء حقّ التصويت للمرأة في 16 أبريل/ نيسان من عام 1915 كحربٍ ورقيّة، وفي 15 أوكتوبر/ تشرين الأوّل غيّرت الحركة اسمها إلى بريتانيا. طالبت بينكورست في الأوراق التي كتبتها، وأسبوعاً بعد أسبوع، بالتجنيد العسكريّ للرجال والتجنيد الاقتصادي للنساء في الخدمات الوطنيّة. وطالبت أيضاً باعتقال كلّ الأشخاص الذين يحملون جنسيّة العدوّ من النساء والرجال، الشيب والشبّان، من الذين تمّ العثور عليهم على شواطئ بلادها. تمايل مؤيّدوها في اجتماعات الهايد بارك رافعين لائحات كُتب عليها «اعتقلوهم جميعاً». دافعت بينكورست عن تطبيقٍ أكثر اكتمالاً وشموليّة لحصار العدو والأمم المحايدة، بحجّة وجوب أن تكون هذه الحرب حرب استنزاف. طالبت بإقالة كلّ من السير إيدوارد غري، واللورد روبرت سيسل، والجنرال السير ويليام روبيرتسون، والسير آير كرون باعتبارهم بسطاء للغاية وأصحاب أساليب مُعيقة. تعرّضت حركة بريتانيا للهجوم من الشرطة عدّة مرّات، وواجهت صعوباتٍ كثيرة في الظهور بالاسم الجديد بعد أن كانت تحمل اسم حركة المطالبة بحقّ المرأة في التصويت. في الواقع وعلى الرغم من أنّ والد نورا داكري فوكس «جون دويرتي» الذي كان يملك منشأة للطباعة كان يُجنّد بين الحين والآخر لطباعة ملصقات للحملات الدعائيّة، إلّا أنّ الحركة قد اضطرت في نهاية المطاف إلى إنشاء مطبعة خاصّة بها. اقترحت إميلين بينكورست إنشاء دور خاصّة بالاتّحاد الاجتماعيّ والسياسيّ للمرأة من أجل الطفلات غير الشرعيّات «طفلات الحرب» ولكن 5 بنات فقط هنّ اللاتي تمّ تبنّيهنّ. أصبح الرجل الذي كانت تعتبره بينكورست العدوّ الأكثر مرارة وخطورة للمرأة «ديفيد لويد جورج» السياسيّ الوحيد الذي تثق به كلّ من إميلين وكريستابيل كلّ الثقة.

## روابط خارجية
- كريستابيل بينكورست على موقع الموسوعة البريطانية (الإنجليزية)
- كريستابيل بينكورست على موقع ميوزك برينز (الإنجليزية)